# Lohmühlenstraße (metropolitana di Amburgo)
La stazione di Lohmühlenstraße è una stazione della linea U1 della metropolitana di Amburgo.